# Église Saint-Pierre-et-Saint-Paul de Pope
Pour les articles homonymes, voir Église Saint-Pierre-et-Saint-Paul.
L'église Saint-Pierre-et-Saint-Paul de Pope (en serbe cyrillique : Црква Св. Петра и Павла у Попама ; en serbe latin : Crkva Sv. Petra i Pavla u Popama) est une église orthodoxe serbe située à Pope, sur le territoire de la ville de Novi Pazar et dans le district de Raška, en Serbie. Elle est inscrite sur la liste des monuments culturels de grande importance de la république de Serbie (identifiant no SK 388),,.

## Présentation
L'étude de l'église a permis de mettre au jour les vestiges d'une basilique à trois nefs remontant au VIe siècle, elle-même remplacée par un édifice à nef unique avec une nécropole remontant aux XIIIe et XIVe siècles. L'église actuelle, qui leur a succédé, a été construite au milieu du XVIIe siècle, en 1650-1651,, ou, si l'on en croit une inscription sculptée, en 1649-1650,.
À l'extérieur, l'église se présente comme un bâtiment simple en pierres à nef unique surmontée d'un toit à pignon recouvert de dalles de pierre,. À l'intérieur, les murs de la nef sont rythmés par quatre paires de pilastres peu profonds qui portent les arcs de soutènement d'une voûte en demi-berceau ; ces pilastres et ces arcs divisent l'intérieur en plusieurs travées ; la nef est prolongée par une abside demi-circulaire à l'extérieur comme à l'intérieur, ; le narthex rectangulaire constitue un ajout plus tardif,.
L'édifice abrite une fresque qui n'est préservée que dans la partie basse des murs ; son style monumental ne semble pas typique de la période de construction de l'édifice,.
Des fouilles archéologiques de portée limitée ainsi que des travaux de restauration de l'église et des fresques ont été réalisés en 1971-1972, puis en 1984-1986,.